# Andrés Calzada

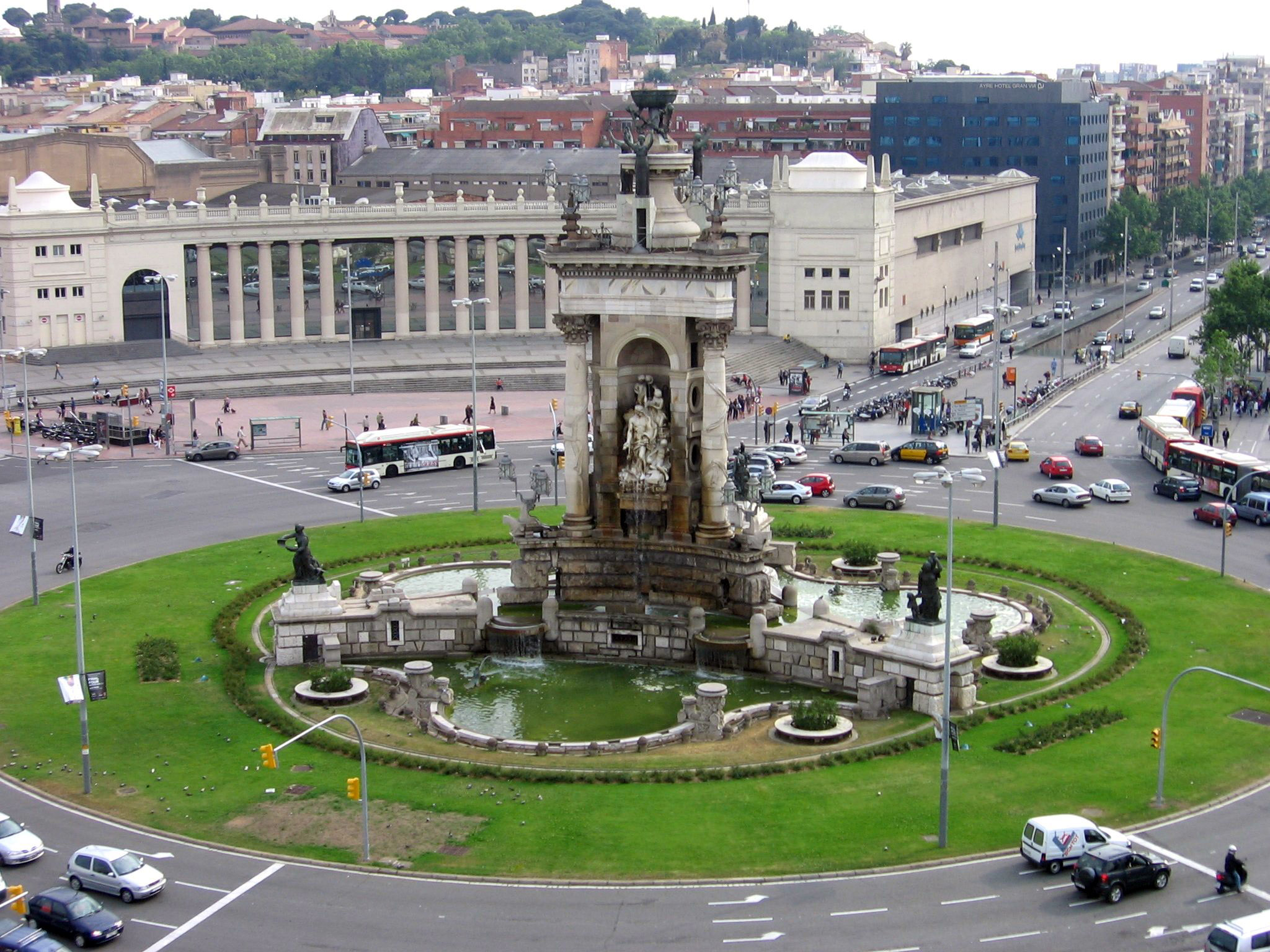
Fuente de la Plaza de España (Barcelona). El edificio de detrás es el Palacio del Vestido, obra de Andrés Calzada y Josep Maria Jujol (1929)

Andrés Manuel Calzada Echevarría (Barcelona, 30 de noviembre de 1892-Castelldefels, 5 de abril de 1938) fue un arquitecto, historiador, profesor y ensayista español.

## Trayectoria
Titulado en 1917, en 1922 ocupó por oposición la plaza de catedrático de Historia de las Artes Plásticas y Arquitectura de la Escuela Técnica Superior de Arquitectura de Barcelona. Fue también arquitecto municipal de Barcelona (en el Servicio de Obras Particulares) y de Cornellà de Llobregat.
Entre sus obras destaca el Palacio del Vestido (también llamado del Trabajo) para la Exposición Internacional de Barcelona de 1929, en colaboración con Josep Maria Jujol. Inicialmente llamado Palacio de la Pedagogía, Higiene e Instituciones Sociales, está situado entre la plaza de España y la avenida de la Reina María Cristina. Con una superficie de 6500 m², como su vecino el Palacio de Comunicaciones y Transportes (obra de Félix de Azúa y Adolf Florensa) tuvo que adaptar su estructura al hemiciclo con columnata proyectado para la plaza de España, presentando una planta irregular dispuesta alrededor de un espacio central con una gran rotonda rematada por una cúpula de estilo oriental. Actualmente forma parte de la Feria de Muestras de Barcelona.
Otras obras suyas fueron: la casa Madurell en la calle Provenza 371 (1926) y los almacenes de Antonio Biosca en la calle Muntaner (1926) y de Tomás Colom en la calle Llull (1928).
Además de diversos ensayos sobre arte y literatura, escribió una Historia de la arquitectura española que se publicó como tomo segundo de la Historia de la arquitectura por el método comparado de Banister Fletcher, publicada por la editorial Canosa entre 1928 y 1931. Fue autor también del Diccionario clásico de arquitectura y bellas artes, que quedó inconcluso a su muerte y fue publicado en 2003 tras una revisión efectuada por la Real Cátedra Gaudí y Bonaventura Bassegoda i Musté.
Entre sus ensayos se encuentran: Estampas de Zurabarán (1929), El arte mudéjar (en la revista Azor, 1933), Paseos por la Historia del Arte (1933), Artes industriales españolas del Renacimiento (1936) y Una iglesia bernarda en Balaguer: Santa María de Las Franquesas (1941).
Miembro de Falange Española, murió fusilado durante la guerra civil española, el 5 de abril de 1938. Tras la contienda fue enterrado en el cementerio de Montjuïc.